# 한국어문회
한국어문회(韓國語文會)는 국어 전통의 계승 발전과 국한문 혼용 체제의 확립 및 국어 순화를 통한 범국민운동 전개를 목적으로 1991년 6월 22일 설립된 대한민국 문화체육관광부 소관의 사단법인이다. 사무실은 서울특별시 서초구 서초동 1627-1 교대벤처타워 501호에 있다.

## 주요 사업
- 어문정책 연구(상용한자 제정, 국어 순화 등)
- 학술연구 발표
- 어문연구, 어문회보, 어문교육교재등 발간
- 한자능력검정시험 실시
- 한국어문회관 건립
- 한자교육 장학사업

## 한국어문회 한자급수
한국어문회의 한자급수는 8급에서부터 특급까지 나뉘며 4급 ~ 8급까지는 민간자격 및 교육자격 급수이고 특급 및 1급  ~ 3급까지는 교육부의 국가공인자격을 인정받은 급수이다. 특급과 1급, 2급, 3급 자격증에는 국가공인 인정 표시가 기록된다. 
한자검정 특급 및 1급, 2급, 3급 시험에서 합격한 자는 국가공인시험 합격에 해당하는 우대를 따른다. 
| 급수          | 난이도 | 비고         |
| ------------- | ------ | ------------ |
| 한자검정 8급  | 초급   | 민간자격     |
| 한자검정 7급  | 초급   | 민간자격     |
| 한자검정 6급  | 중급   | 민간자격     |
| 한자검정 5급  | 중급   | 민간자격     |
| 한자검정 4급  | 중급   | 민간자격     |
| 한자검정 3급  | 고급   | 국가공인자격 |
| 한자검정 2급  | 고급   | 국가공인자격 |
| 한자검정 1급  | 고급   | 국가공인자격 |
| 한자검정 특급 | 고급   | 국가공인자격 |